# 미나미 (배우)
미나미(Minami, 1986년 9월 22일~)는 일본의 모델, 배우, 영화 감독, 객원 편집자이다.

## 영화
- 키시베 로한 루브르에 가다(2023년) - 노구치 엠마 역
- 미나마타(2020년)
- 비전(2018년)
- 인디고의 연인(2016년)
- 오토나 드롭(2013년)
- 사죄의 왕(2013년)
- 풍선 릴레이(2012년)
- 아프로 다나카(2012년) - 요시오카 사치코 역
- 마메시바 이치로(2011년)
- 인간곤충기(2011년)
- 난폭과 대기(2010년) - 나나세 역
- 디트로이트 메탈 시티(2008년)
- 달려!(2007년)
- 로보☆락(2007년) - 키리코 역
- 사쿠란(2007년)
- 토미에 - 리벤지(2005년) - 후유키 유키코 역
- 천국으로의 응원가 치어즈(2004년) - 노무라 미호 역
- 문제없는 우리(2004년) - 시오자키 마리아 역
- 7번째 생일(2003년)
- 양의 노래(2002년)
- 배틀 로얄(2000년)

## 텔레비전
- 퍼스트러브 하츠코이

• 인디고의 연인
- 선잠 선생님
- 빵과 스프, 고양이와 함께 하기 좋은 날
- 토칸 -특별국세징수관-
- 마메시바 이치로